# Dardilly
Dardilly é uma comuna francesa na Metrópole de Lyon, na região administrativa de Auvérnia-Ródano-Alpes.
Está situada dez quilômetros a noroeste da cidade de Lyon. É o local de nascimento de São João Maria Vianney.